# 伊利里亞 (俄亥俄州)
伊利里亞（英語：Elyria）是美国俄亥俄州羅藍縣的一個城市、該縣的縣治，面積51.6平方公里。根據2020年美國人口普查，该市共有人口52,656人。
1817年建立，以建立者赫爾曼·伊利（Heman Ely）命名。